# Johnny Logan (basquetebol)
John Arnold (Johnny) Logan (1 de janeiro de 1921 - 16 de setembro de 1977) foi um jogador e treinador de basquete estadunidense. Enquanto jovem, jogou na Universidade de Indiana, além de jogar pelo agora extinto St. Louis Bombers e por cinco temporadas pelo Tri-Cities Blackhawks. Quando estava no Blackhawks, ele serviu de técnico interino por três partidas.